# Arrondissement Mayenne
Arrondissement Mayenne (fr. Arrondissement de Mayenne) je správní územní jednotka ležící v departementu Mayenne a regionu Pays de la Loire ve Francii. Člení se dále na 12 kantonů a 102 obce.

## Kantony
- Ambrières-les-Vallées
- Bais
- Couptrain
- Ernée
- Gorron
- Le Horps
- Landivy
- Lassay-les-Châteaux
- Mayenne-Est
- Mayenne-Ouest
- Pré-en-Pail
- Villaines-la-Juhel